# Zheng Siwei
Zheng Siwei (født 26. februar 1997) er en kinesisk badmintonspiller.
Han repræsenterede Kina ved sommer-OL 2020 i Tokyo, hvor han tog sølv i mixeddouble.